# Torre Unicredit
Das Gebäude Torre Unicredit ist Teil eines Hochhauskomplexes am Bahnhof Milano Porta Garibaldi in Mailand und das höchste Gebäude Italiens.

## Beschreibung
Auf einem kreisförmigen Podium von 100 m Durchmesser gruppieren sich drei unterschiedlich hohe Glastürme: Turm C mit 12 Geschossen, Turm B mit 22 Stockwerken sowie die 32 Etagen der Torre Unicredit. Mit 231 m ist die Torre Unicredit zugleich das höchste Gebäude Italiens. Das Unicredit-Hochhaus ist Hauptsitz der italienischen Großbank Unicredit.
Der Entwurf stammt vom argentinischen Architekten César Pelli. Der Bau begann 2009, Richtfest war am 15. Oktober 2011, Eröffnung 2012. Die Anlage ist Teil der Entwicklung des Stadtviertels Porta Nuova im Zentrum von Mailand. Das Podium ist über eine Fußgängerrampe mit dem Corso Como verbunden.